# Руква (регіон)
Руква (англ. Rukwa) — один з 31 регіону  Танзанії. Має площу 68 635 км², за даними перепису 2012 року його населення становило 1 004 539 осіб. Адміністративним центром регіону є місто Сумбаванга.

## Географія
Руква розташована на південному заході країни, межує на півночі з регіонами Кігома і Табора, на сході - з регіоном Сонгве, на півдні - з територією Замбії, на заході - з територією Демократичної Республіки Конго (кордон проходить по озеру Танганьїка).

## Адміністративний поділ
Адміністративно область поділена на 4 округи:
- Мпанда
- Нгасі
- Сумбаванга міський
- Сумбаванга сільський